# Golfe de Trieste
Le golfe de Trieste, appelé golfo di Trieste en italien, tršćanski zaljev en croate et tržaški zaliv en slovène, est un petit golfe peu profond à l'extrémité septentrionale de la mer Adriatique, en Méditerranée. Extension vers l'est du golfe de Venise, il comporte de nombreuses baies, en particulier son littoral oriental. En revanche, exception faite des îlots plats qui bloquent l'entrée de la lagune de Grado, on n'y trouve aucune île.
La ville de Trieste, située en Italie, a donné son nom à ce golfe par ailleurs bordé par la Slovénie ainsi que par quelques kilomètres de côtes appartenant à la Croatie. Il est à ce titre parcouru par deux frontières maritimes internationales, la frontière italo-slovène et celle qui court entre la Croatie et la Slovénie plus au sud. Le tracé de cette dernière est actuellement disputé par ces pays au cœur et au large de la baie de Piran, à l'extrémité méridionale du golfe.

Le jeu des frontières internationales dans le nord-est de la mer Adriatique.